# Psammopolycystis trilobata
Psammopolycystis trilobata is een platworm (Platyhelminthes). De worm is tweeslachtig. De soort leeft in zout water.
Het geslacht Psammopolycystis, waarin de platworm wordt geplaatst, wordt tot de familie Polycystididae gerekend. De wetenschappelijke naam van de soort werd voor het eerst geldig gepubliceerd in 1979 door Brunet.